# Melton Constable
Melton Constable est un village et une paroisse civile du Norfolk, en Angleterre.